# 哈庫那馬他他
哈庫納馬塔塔一詞，源於斯瓦西里語，意思是“沒有煩惱憂慮”。
1982年，肯尼亞樂隊Them Mushrooms（現稱為Uyoga）發行了斯瓦希里語歌曲《Jambo Bwana》，其中重複了「Hakuna matata」這一短語。1983年，德國樂隊波尼M合唱團發行Jambo Bwana英文版《Jambo-Hakuna Matata》。
1994年，華特迪士尼公司制作的動畫電影《狮子王》曾引用這條短語製作了一首歌，由狐獴丁滿和疣豬彭彭唱並與小狮子辛巴，幫助他忘记過去的困擾，快樂地生活下去。
1995年，其衍伸的電視動畫《彭彭丁滿歷險記》，也用這一個詞來製作一首歌，但其中文版歌詞和電影版《獅子王》有些微差異。但是2004年所發行的《獅子王》DVD系列，卻把這個詞改以羅馬拼音的（Hakuna Matata）來表示，其獅子王第三部系列以《獅子王3：Hakuna Matata》來命名。